# Filippo Della Vite
Filippo Della Vite (Bergamo, 4 ottobre 2001) è uno sciatore alpino italiano.

## Biografia
Originario di Ponteranica e attivo in gare valide per i punti FIS dal gennaio del 2018, ha esordito in Coppa Europa il 19 dicembre 2018 a Kirchberg in Tirol in slalom gigante e in Coppa del Mondo il 20 dicembre 2020 in Alta Badia nella medesima specialità, in entrambi i casi senza terminare la prova. Ha preso parte ai Mondiali juniores di Bansko 2021, dove è arrivato 21º nel supergigante e non ha completato slalom gigante e slalom speciale; nella stagione 2020-2021 ha ottenuto i primi punti in Coppa del Mondo, grazie al 16º posto ottenuto nello slalom gigante di Bansko del 27 febbraio. Il 19 febbraio 2022 ha conquistato a Oppdal nella medesima specialità il primo podio in Coppa Europa (2º) e ai successivi Mondiali juniores di Panorama 2022 ha vinto la medaglia d'argento nello slalom gigante; ai Mondiali di Courchevel/Méribel 2023, sua prima presenza iridata, si è classificato 10º nello slalom gigante, 16º nel parallelo e 8º nella gara a squadre e a quelli di Saalbach-Hinterglemm 2025 ha vinto la medaglia d'oro nella gara a squadre (assieme ad Alex Vinatzer, Lara Della Mea e Giorgia Collomb) e si è piazzato 24º nello slalom gigante. Non ha preso parte a rassegne olimpiche.

## Palmarès

### Mondiali
- 1 medaglia:
  - 1 oro (gara a squadre a Saalbach-Hinterglemm 2025)

### Mondiali juniores
- 1 medaglia:
  - 1 argento (slalom gigante a Panorama 2022)

### Coppa del Mondo
- Miglior piazzamento in classifica generale: 41º nel 2023

### Coppa Europa
- Miglior piazzamento in classifica generale: 47º nel 2022
- 1 podio:
  - 1 secondo posto

### South American Cup
- Miglior piazzamento in classifica generale: 50º nel 2023
- 1 podio:
  - 1 secondo posto

### Campionati italiani
- 1 medaglia:
  - 1 bronzo (slalom gigante nel 2023)

### Campionati italiani juniores
- 3 medaglie:
  -  1 oro (slalom gigante nel 2019)
  -  1 argento (slalom gigante nel 2019)
  -  1 bronzo (slalom parallelo nel 2019)[senza fonte]